# Korolev (cratère martien)
Pour les articles homonymes, voir Korolev.
Ne doit pas être confondu avec Korolev (cratère lunaire).
Korolev est un cratère d'impact de la planète Mars, de 81,4 km de diamètre. Il est connu pour contenir entre 1 400  et   3 500 km3 de glace d'eau sur 60 km de diamètre et 1,8 km d'épaisseur au centre du cratère. Il est nommé du nom de Sergueï Korolev (1907-1966), ingénieur en chef de l'industrie spatiale soviétique, considéré comme le père du programme spatial soviétique et russe.

## Histoire

### Cratère d'impact
Ce cratère d'impact de la Planum Boreum (plaine polaire glacière nord de Mars), proche de la calotte polaire martienne nord, se situe à 73° de latitude nord et 165° de longitude est

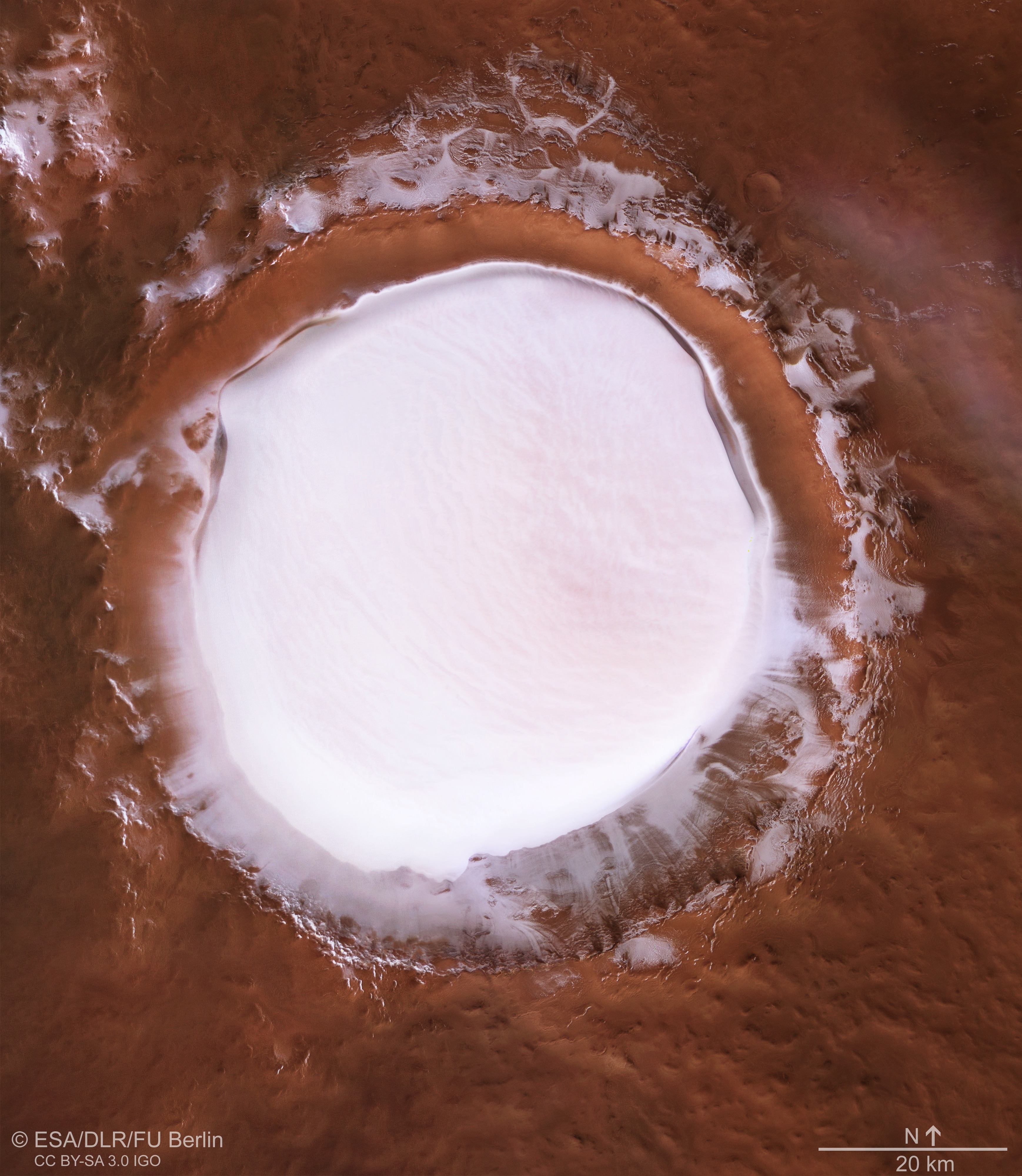
Vue du cratère par Mars Express en couleurs naturelles.
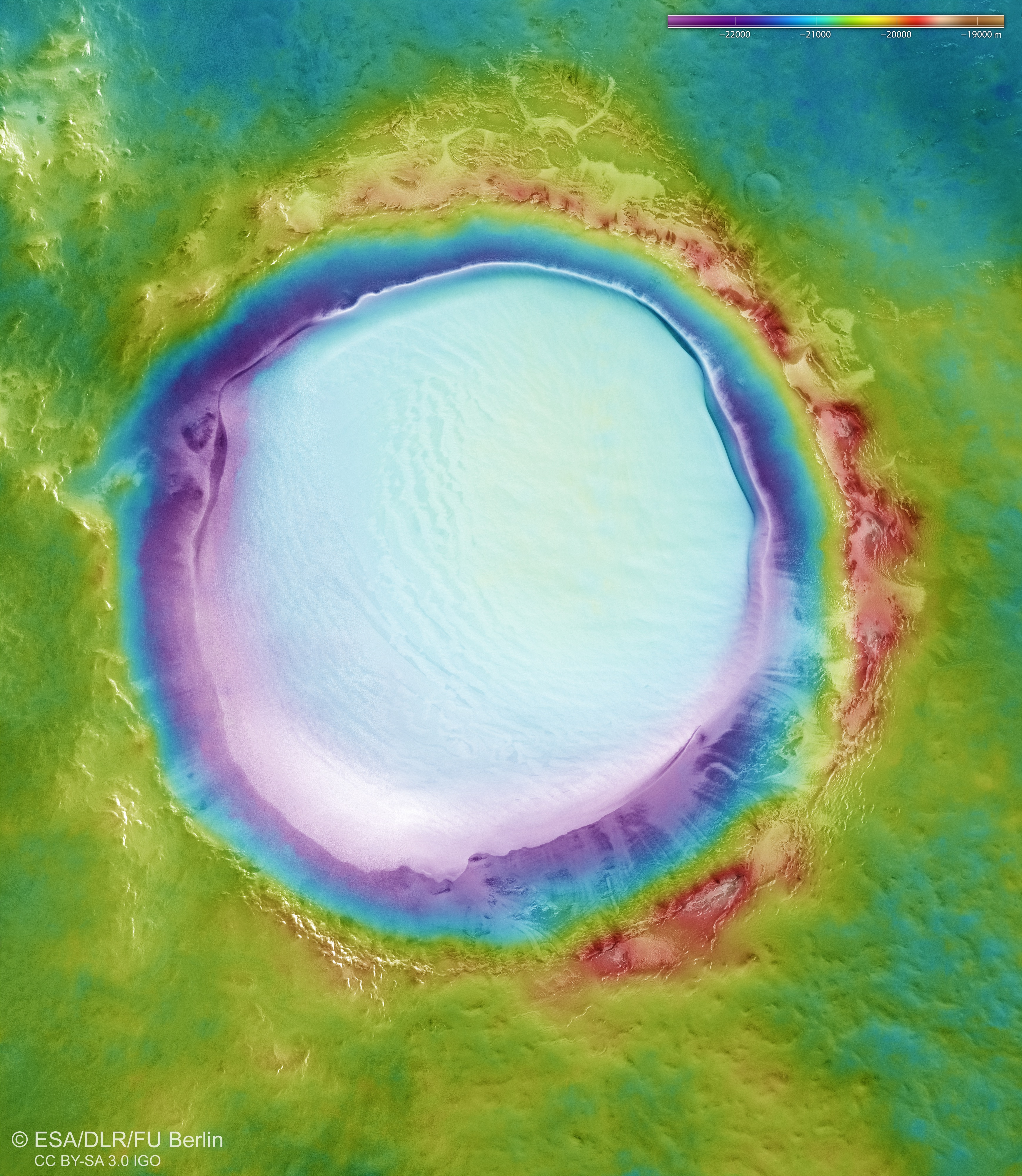
Topographie du cratère à partir de données topographiques obtenues par Mars Express.
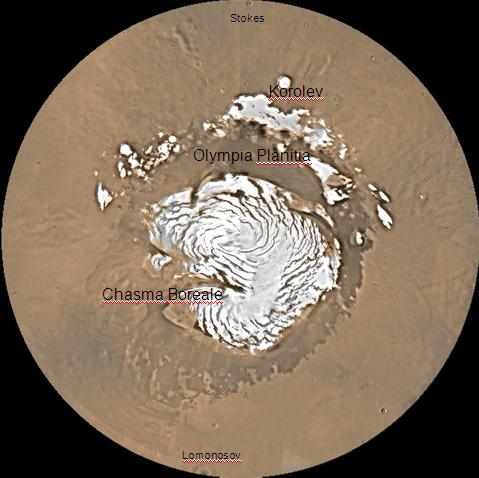
Principales formations du quadrangle de Mare Boreum.
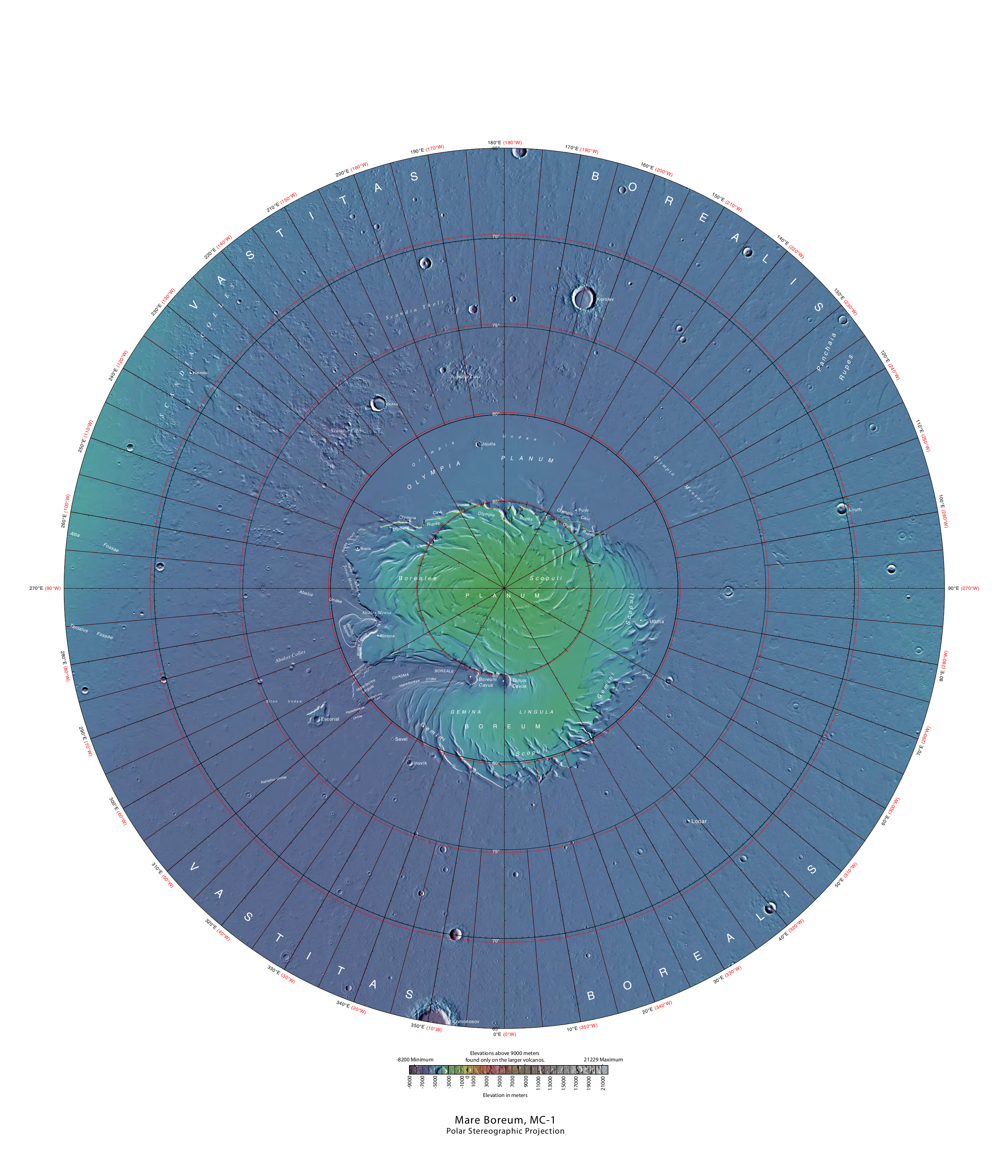
Carte topographique du quadrangle de Mare Boreum par le MOLA (en).

### Glace d'eau
Il contient entre 1 400  et   3 500 km3 de glace d'eau (eau sur Mars) pour une épaisseur de 1,8 km au centre du cratère, soit un volume comparable à celui du grand lac de l'Ours au nord du Canada. 
La glace formée demeure stable car le cratère agit comme un lac d'air froid : un piège à froid naturel. La fine atmosphère martienne, constituée essentiellement de dioxyde de carbone, se refroidit au-dessus du cratère et c'est donc un gaz plus froid, donc plus dense, qui reste stationnaire, entre les parois du cratère, au contact de la couche de glace, empêchant la sublimation de cette dernière.
Il permet l'étude de l'eau sur Mars, du climat de Mars, de la géologie de Mars, et de la vie sur Mars, dans la perspective future éventuelle d'habitat sur Mars.

## Similitudes
Ce cratère présente des similitudes avec le cratère martien Louth, ou encore avec les calottes polaires martiennes.